# Wolica (Kraków)
Wolica – obszar Krakowa wchodzący w skład Dzielnicy XVIII Nowa Huta.

## Historia
Pierwsza informacja o wsi pochodzi z 1389 roku wzmiankowana jako Vola, a w 1398 wola Stanislawca.  W XIV wieku miał miejsce akt lokacyjny na prawie niemieckim. Przez wieki posiadała wielu właścicieli, byli nimi m.in. Białaczowscy, Wodzisławscy, Lubomirscy, Morsztynowie, Wodziccy. Miejscowość została włączona do Krakowa w 1973 r.. Od 1991 roku należy do XVIII Dzielnicy Nowa Huta.  
Do XIV wieku wieś podlegała parafii w Górce Kościelnickiej, potem (koniec XIV i XV w.) w Pobiedniku Małym i ponownie (do czasów obecnych) w Górce Kościelnickiej. Po 1945 roku we wsi zbudowano kaplicę Matki Boskiej Częstochowskiej. 
Od 1922 roku we wsi działa Ochotnicza Straż Pożarna. Do roku 2004 istniał klub piłkarski LKS Rogowianka.  
We wsi działa Klub Kultury „Jedność”. 

### Pozostałości zamku lub grodziska
We wschodniej części Wolicy, zwanej Ochodzą, archeolodzy dopatrują się widocznych pozostałości po średniowiecznym lub nowożytnym zamku. Nie wykluczona jest także możliwość, iż stał on na miejscu jeszcze starszego, wczesnośredniowiecznego grodziska.

## Szkoła
17 października 1896 r. została otwarta jednoklasowa szkoła w Wolicy. Budynek został wybudowany z zasiłku funduszu krajowego w wysokości 2500 złr, 700 złr dała gmina. W otwarciu instytucji, oprócz okolicznej ludności, udział wzięli: wiceprezydent Rady Szkolnej Krajowej Michał Bobrzyński, wicemarszałek Rady Powiatowej Franciszek Paszkowski, ks. prałat Romuald Schwarc z Pleszowa, radca Sare i inni zaproszeni goście. W 1914 roku zreorganizowano ją z jednoklasowej na dwuklasową. W 1935 jedyny nauczyciel miał pod opieką 108 uczniów. W 1945 szkoła stała się siedmioklasową. W 1989 roku rozpoczęto rozbudowę budynku szkolnego, a w 1990 oddano nową salę gimnastyczną. Od 23 marca 2002 roku Szkoła Podstawowa nr 142 nosi imię Tadeusza Kościuszki. Od 2005 działało niepubliczne I Gimnazjum Małopolskiego Centrum Edukacji. 